# Liste der Kulturdenkmale in der Johannesvorstadt
Die Liste der Kulturdenkmale in der Johannesvorstadt enthält die Kulturdenkmale des Stadtteils Johannesvorstadt der thüringischen Landeshauptstadt Erfurt, die vom Thüringischen Landesamt für Denkmalpflege und Archäologie als Bau- und Kunstdenkmale auf dem Gebiet der Stadt mit Stand vom 21. April 2024 erfasst wurden.

## Legende
- Bild: zeigt ein Bild des Kulturdenkmals und gegebenenfalls einen Link zu weiteren Fotos des Kulturdenkmals im Medienarchiv Wikimedia Commons
- Bezeichnung: Name, Bezeichnung oder die Art des Kulturdenkmals
- Lage: Wenn vorhanden Straßenname und Hausnummer des Kulturdenkmals; Grundsortierung der Liste erfolgt nach dieser Adresse. Der Link Karte führt zu verschiedenen Kartendarstellungen und nennt die Koordinaten des Kulturdenkmals.
 Kartenansicht, um Koordinaten zu setzen – in dieser Kartenansicht sind Kulturdenkmale ohne Koordinaten mit einem roten bzw. orangen Marker dargestellt und können in der Karte gesetzt werden. Kulturdenkmale ohne Bild sind mit einem blauen bzw. roten Marker gekennzeichnet, Kulturdenkmale mit Bild mit einem grünen bzw. orangen Marker.
- Datierung: gibt das Jahr der Fertigstellung beziehungsweise das Datum der Erstnennung oder den Zeitraum der Errichtung an
- Beschreibung: bauliche und geschichtliche Einzelheiten des Kulturdenkmals, vorzugsweise die Denkmaleigenschaften
- ID: Die ID identifiziert das Kulturdenkmal eindeutig. In Thüringen sind aktuell keine IDs veröffentlicht. In der ID-Spalte kann sich auch folgendes Icon  befinden, dies führt zu Angaben zu diesem Kulturdenkmal bei Wikidata.

## Liste der Kulturdenkmale in der Johannesvorstadt

### Bebelstraße
| Bild                           | Bezeichnung         | Lage                   | Datierung | Beschreibung | ID |
| ------------------------------ | ------------------- | ---------------------- | --------- | --- | -- |
| weitere Bilder Fotos hochladen |                     | Bebelstraße 20 (Karte) |           | Teil des Ensembles Kennzeichnendes Straßen- und Platzbild Mietshausviertel um Fritz-Büchner-Straße laut Denkmalliste der Landes Thüringen |    |
| weitere Bilder Fotos hochladen |                     | Bebelstraße 21 (Karte) |           | Teil des Ensembles Kennzeichnendes Straßen- und Platzbild Mietshausviertel um Fritz-Büchner-Straße laut Denkmalliste der Landes Thüringen |    |
| weitere Bilder Fotos hochladen |                     | Bebelstraße 22 (Karte) |           | Teil des Ensembles Kennzeichnendes Straßen- und Platzbild Mietshausviertel um Fritz-Büchner-Straße laut Denkmalliste der Landes Thüringen |    |
| weitere Bilder Fotos hochladen |                     | Bebelstraße 23 (Karte) |           | Teil des Ensembles Kennzeichnendes Straßen- und Platzbild Mietshausviertel um Fritz-Büchner-Straße laut Denkmalliste der Landes Thüringen |    |
| weitere Bilder Fotos hochladen | Wohnhaus Hansablock | Bebelstraße 40 (Karte) |           | einzelnes Kulturdenkmal |    |
| weitere Bilder Fotos hochladen | Wohnhaus Hansablock | Bebelstraße 41 (Karte) |           | einzelnes Kulturdenkmal |    |
| weitere Bilder Fotos hochladen | Wohnhaus Hansablock | Bebelstraße 42 (Karte) |           | einzelnes Kulturdenkmal |    |
| weitere Bilder Fotos hochladen | Wohnhaus Hansablock | Bebelstraße 43 (Karte) |           | einzelnes Kulturdenkmal |    |
| weitere Bilder Fotos hochladen |                     | Bebelstraße 59 (Karte) |           | Kennzeichnendes Straßen- und Platzbild Mietshausviertel um Fritz-Büchner-Straße                                                           |    |
| weitere Bilder Fotos hochladen |                     | Bebelstraße 60 (Karte) |           | Kennzeichnendes Straßen- und Platzbild Mietshausviertel um Fritz-Büchner-Straße laut Denkmalliste der Stadt Erfurt                        |    |
| weitere Bilder Fotos hochladen |                     | Bebelstraße 61 (Karte) |           | Kennzeichnendes Straßen- und Platzbild Mietshausviertel um Fritz-Büchner-Straße laut Denkmalliste der Stadt Erfurt                        |    |
| BW                             |                     | Bebelstraße 62 (Karte) |           | Kennzeichnendes Straßen- und Platzbild Mietshausviertel um Fritz-Büchner-Straße laut Denkmalliste der Stadt Erfurt                        |    |

### Breitscheidstraße
| Bild                           | Bezeichnung | Lage                         | Datierung | Beschreibung                                                                                       | ID |
| ------------------------------ | ----------- | ---------------------------- | --------- | -------------------------------------------------------------------------------------------------- | -- |
| weitere Bilder Fotos hochladen |             | Breitscheidstraße 10 (Karte) |           | Teil des Ensembles Kennzeichnendes Straßen- und Platzbild Mietshausviertel um Fritz-Büchner-Straße |    |
| weitere Bilder Fotos hochladen |             | Breitscheidstraße 12 (Karte) |           | Teil des Ensembles Kennzeichnendes Straßen- und Platzbild Mietshausviertel um Fritz-Büchner-Straße |    |
| weitere Bilder Fotos hochladen |             | Breitscheidstraße 14 (Karte) |           | Teil des Ensembles Kennzeichnendes Straßen- und Platzbild Mietshausviertel um Fritz-Büchner-Straße |    |
| weitere Bilder Fotos hochladen |             | Breitscheidstraße 15 (Karte) |           | Teil des Ensembles Kennzeichnendes Straßen- und Platzbild Mietshausviertel um Fritz-Büchner-Straße |    |
| weitere Bilder Fotos hochladen |             | Breitscheidstraße 16 (Karte) |           | Kennzeichnendes Straßen- und Platzbild Mietshausviertel um Fritz-Büchner-Straße                    |    |
| weitere Bilder Fotos hochladen |             | Breitscheidstraße 17 (Karte) |           | Teil des Ensembles Kennzeichnendes Straßen- und Platzbild Mietshausviertel um Fritz-Büchner-Straße |    |
| weitere Bilder Fotos hochladen |             | Breitscheidstraße 19 (Karte) |           | Teil des Ensembles Kennzeichnendes Straßen- und Platzbild Mietshausviertel um Fritz-Büchner-Straße |    |

### Dortmunder Straße
| Bild                           | Bezeichnung         | Lage                         | Datierung | Beschreibung            | ID |
| ------------------------------ | ------------------- | ---------------------------- | --------- | ----------------------- | -- |
| weitere Bilder Fotos hochladen | Wohnhaus Hansablock | Dortmunder Straße 1 (Karte)  |           | einzelnes Kulturdenkmal |    |
| weitere Bilder Fotos hochladen | Wohnhaus Hansablock | Dortmunder Straße 2 (Karte)  |           | einzelnes Kulturdenkmal |    |
| weitere Bilder Fotos hochladen | Wohnhaus Hansablock | Dortmunder Straße 3 (Karte)  |           | einzelnes Kulturdenkmal |    |
| weitere Bilder Fotos hochladen | Wohnhaus Hansablock | Dortmunder Straße 4 (Karte)  |           | einzelnes Kulturdenkmal |    |
| weitere Bilder Fotos hochladen | Wohnhaus Hansablock | Dortmunder Straße 5 (Karte)  |           | einzelnes Kulturdenkmal |    |
| weitere Bilder Fotos hochladen | Wohnhaus Hansablock | Dortmunder Straße 6 (Karte)  |           | einzelnes Kulturdenkmal |    |
| weitere Bilder Fotos hochladen | Wohnhaus Hansablock | Dortmunder Straße 7 (Karte)  |           | einzelnes Kulturdenkmal |    |
| weitere Bilder Fotos hochladen | Wohnhaus Hansablock | Dortmunder Straße 16 (Karte) |           | einzelnes Kulturdenkmal |    |
| weitere Bilder Fotos hochladen | Wohnhaus Hansablock | Dortmunder Straße 17 (Karte) |           | einzelnes Kulturdenkmal |    |
| weitere Bilder Fotos hochladen | Wohnhaus Hansablock | Dortmunder Straße 18 (Karte) |           | einzelnes Kulturdenkmal |    |
| weitere Bilder Fotos hochladen | Wohnhaus Hansablock | Dortmunder Straße 19 (Karte) |           | einzelnes Kulturdenkmal |    |
| weitere Bilder Fotos hochladen | Wohnhaus Hansablock | Dortmunder Straße 20 (Karte) |           | einzelnes Kulturdenkmal |    |

### Ernst-Toller-Straße
| Bild                           | Bezeichnung | Lage                           | Datierung | Beschreibung | ID |
| ------------------------------ | ----------- | ------------------------------ | --------- | --- | -- |
| BW                             |             | Ernst-Toller-Straße 1 (Karte)  |           | Teil des Ensembles Kennzeichnendes Straßen- und Platzbild Mietshausviertel um Fritz-Büchner-Straße                          |    |
| weitere Bilder Fotos hochladen |             | Ernst-Toller-Straße 2 (Karte)  |           | Teil des Ensembles Kennzeichnendes Straßen- und Platzbild Mietshausviertel um Fritz-Büchner-Straße                          |    |
| weitere Bilder Fotos hochladen |             | Ernst-Toller-Straße 3 (Karte)  |           | Teil des Ensembles Kennzeichnendes Straßen- und Platzbild Mietshausviertel um Fritz-Büchner-Straße                          |    |
| weitere Bilder Fotos hochladen |             | Ernst-Toller-Straße 4 (Karte)  |           | Teil des Ensembles Kennzeichnendes Straßen- und Platzbild Mietshausviertel um Fritz-Büchner-Straße                          |    |
| BW                             |             | Ernst-Toller-Straße 5 (Karte)  |           | Teil des Ensembles Kennzeichnendes Straßen- und Platzbild Mietshausviertel um Fritz-Büchner-Straße                          |    |
| weitere Bilder Fotos hochladen |             | Ernst-Toller-Straße 6 (Karte)  |           | Teil des Ensembles Kennzeichnendes Straßen- und Platzbild Mietshausviertel um Fritz-Büchner-Straße                          |    |
| weitere Bilder Fotos hochladen | Wohnhaus    | Ernst-Toller-Straße 7 (Karte)  |           | einzelnes Kulturdenkmal; Teil des Ensembles Kennzeichnendes Straßen- und Platzbild Mietshausviertel um Fritz-Büchner-Straße |    |
| weitere Bilder Fotos hochladen | Wohnhaus    | Ernst-Toller-Straße 8 (Karte)  |           | einzelnes Kulturdenkmal; Teil des Ensembles Kennzeichnendes Straßen- und Platzbild Mietshausviertel um Fritz-Büchner-Straße |    |
| weitere Bilder Fotos hochladen | Wohnhaus    | Ernst-Toller-Straße 9 (Karte)  |           | einzelnes Kulturdenkmal; Teil des Ensembles Kennzeichnendes Straßen- und Platzbild Mietshausviertel um Fritz-Büchner-Straße |    |
| weitere Bilder Fotos hochladen |             | Ernst-Toller-Straße 10 (Karte) |           | Teil des Ensembles Kennzeichnendes Straßen- und Platzbild Mietshausviertel um Fritz-Büchner-Straße                          |    |
| BW                             |             | Ernst-Toller-Straße 11 (Karte) |           | Teil des Ensembles Kennzeichnendes Straßen- und Platzbild Mietshausviertel um Fritz-Büchner-Straße                          |    |
| weitere Bilder Fotos hochladen |             | Ernst-Toller-Straße 12 (Karte) |           | Teil des Ensembles Kennzeichnendes Straßen- und Platzbild Mietshausviertel um Fritz-Büchner-Straße                          |    |
| weitere Bilder Fotos hochladen |             | Ernst-Toller-Straße 13 (Karte) |           | Teil des Ensembles Kennzeichnendes Straßen- und Platzbild Mietshausviertel um Fritz-Büchner-Straße                          |    |
| weitere Bilder Fotos hochladen |             | Ernst-Toller-Straße 14 (Karte) |           | Teil des Ensembles Kennzeichnendes Straßen- und Platzbild Mietshausviertel um Fritz-Büchner-Straße                          |    |
| BW                             |             | Ernst-Toller-Straße 15 (Karte) |           | Teil des Ensembles Kennzeichnendes Straßen- und Platzbild Mietshausviertel um Fritz-Büchner-Straße                          |    |
| weitere Bilder Fotos hochladen |             | Ernst-Toller-Straße 16 (Karte) |           | Teil des Ensembles Kennzeichnendes Straßen- und Platzbild Mietshausviertel um Fritz-Büchner-Straße                          |    |
| weitere Bilder Fotos hochladen |             | Ernst-Toller-Straße 17 (Karte) |           | Teil des Ensembles Kennzeichnendes Straßen- und Platzbild Mietshausviertel um Fritz-Büchner-Straße                          |    |

### Eugen-Richter-Straße
| Bild                           | Bezeichnung               | Lage                            | Datierung | Beschreibung            | ID |
| ------------------------------ | ------------------------- | ------------------------------- | --------- | ----------------------- | -- |
| weitere Bilder Fotos hochladen | Wohnblock Hamburger Block | Eugen-Richter-Straße 10 (Karte) |           | einzelnes Kulturdenkmal |    |
| weitere Bilder Fotos hochladen | Wohnblock Hamburger Block | Eugen-Richter-Straße 11 (Karte) |           | einzelnes Kulturdenkmal |    |
| weitere Bilder Fotos hochladen | Wohnblock Hamburger Block | Eugen-Richter-Straße 12 (Karte) |           | einzelnes Kulturdenkmal |    |
| weitere Bilder Fotos hochladen | Wohnblock Hamburger Block | Eugen-Richter-Straße 13 (Karte) |           | einzelnes Kulturdenkmal |    |
| weitere Bilder Fotos hochladen | Wohnblock Hamburger Block | Eugen-Richter-Straße 14 (Karte) |           | einzelnes Kulturdenkmal |    |
| weitere Bilder Fotos hochladen | Wohnblock Hamburger Block | Eugen-Richter-Straße 15 (Karte) |           | einzelnes Kulturdenkmal |    |
| weitere Bilder Fotos hochladen | Wohnblock Hamburger Block | Eugen-Richter-Straße 16 (Karte) |           | einzelnes Kulturdenkmal |    |
| weitere Bilder Fotos hochladen | Wohnblock Hamburger Block | Eugen-Richter-Straße 17 (Karte) |           | einzelnes Kulturdenkmal |    |
| weitere Bilder Fotos hochladen | Wohnblock Hamburger Block | Eugen-Richter-Straße 18 (Karte) |           | einzelnes Kulturdenkmal |    |
| weitere Bilder Fotos hochladen | Wohnblock Hamburger Block | Eugen-Richter-Straße 19 (Karte) |           | einzelnes Kulturdenkmal |    |
| weitere Bilder Fotos hochladen | Wohnblock Hamburger Block | Eugen-Richter-Straße 20 (Karte) |           | einzelnes Kulturdenkmal |    |
| weitere Bilder Fotos hochladen | Wohnblock Hamburger Block | Eugen-Richter-Straße 21 (Karte) |           | einzelnes Kulturdenkmal |    |

### Friedrich-Engels-Straße
| Bild                           | Bezeichnung | Lage                               | Datierung | Beschreibung                                                                                       | ID |
| ------------------------------ | ----------- | ---------------------------------- | --------- | -------------------------------------------------------------------------------------------------- | -- |
| weitere Bilder Fotos hochladen |             | Friedrich-Engels-Straße 1 (Karte)  |           | Teil des Ensembles Kennzeichnendes Straßen- und Platzbild Mietshausviertel um Fritz-Büchner-Straße |    |
| weitere Bilder Fotos hochladen |             | Friedrich-Engels-Straße 2 (Karte)  |           | Teil des Ensembles Kennzeichnendes Straßen- und Platzbild Mietshausviertel um Fritz-Büchner-Straße |    |
| weitere Bilder Fotos hochladen |             | Friedrich-Engels-Straße 3 (Karte)  |           | Teil des Ensembles Kennzeichnendes Straßen- und Platzbild Mietshausviertel um Fritz-Büchner-Straße |    |
| weitere Bilder Fotos hochladen |             | Friedrich-Engels-Straße 4 (Karte)  |           | Teil des Ensembles Kennzeichnendes Straßen- und Platzbild Mietshausviertel um Fritz-Büchner-Straße |    |
| weitere Bilder Fotos hochladen |             | Friedrich-Engels-Straße 5 (Karte)  |           | Teil des Ensembles Kennzeichnendes Straßen- und Platzbild Mietshausviertel um Fritz-Büchner-Straße |    |
| weitere Bilder Fotos hochladen |             | Friedrich-Engels-Straße 6 (Karte)  |           | Teil des Ensembles Kennzeichnendes Straßen- und Platzbild Mietshausviertel um Fritz-Büchner-Straße |    |
| weitere Bilder Fotos hochladen |             | Friedrich-Engels-Straße 7 (Karte)  |           | Teil des Ensembles Kennzeichnendes Straßen- und Platzbild Mietshausviertel um Fritz-Büchner-Straße |    |
| weitere Bilder Fotos hochladen |             | Friedrich-Engels-Straße 8 (Karte)  |           | Teil des Ensembles Kennzeichnendes Straßen- und Platzbild Mietshausviertel um Fritz-Büchner-Straße |    |
| weitere Bilder Fotos hochladen |             | Friedrich-Engels-Straße 9 (Karte)  |           | Teil des Ensembles Kennzeichnendes Straßen- und Platzbild Mietshausviertel um Fritz-Büchner-Straße |    |
| weitere Bilder Fotos hochladen |             | Friedrich-Engels-Straße 10 (Karte) |           | Teil des Ensembles Kennzeichnendes Straßen- und Platzbild Mietshausviertel um Fritz-Büchner-Straße |    |
| weitere Bilder Fotos hochladen |             | Friedrich-Engels-Straße 11 (Karte) |           | Teil des Ensembles Kennzeichnendes Straßen- und Platzbild Mietshausviertel um Fritz-Büchner-Straße |    |

### Fritz-Büchner-Straße
| Bild                           | Bezeichnung             | Lage                            | Datierung | Beschreibung                                                                                       | ID |
| ------------------------------ | ----------------------- | ------------------------------- | --------- | -------------------------------------------------------------------------------------------------- | -- |
| weitere Bilder Fotos hochladen |                         | Fritz-Büchner-Straße 4 (Karte)  |           | Teil des Ensembles Kennzeichnendes Straßen- und Platzbild Mietshausviertel um Fritz-Büchner-Straße |    |
| weitere Bilder Fotos hochladen |                         | Fritz-Büchner-Straße 5 (Karte)  |           | Teil des Ensembles Kennzeichnendes Straßen- und Platzbild Mietshausviertel um Fritz-Büchner-Straße |    |
| weitere Bilder Fotos hochladen |                         | Fritz-Büchner-Straße 6 (Karte)  |           | Teil des Ensembles Kennzeichnendes Straßen- und Platzbild Mietshausviertel um Fritz-Büchner-Straße |    |
| weitere Bilder Fotos hochladen |                         | Fritz-Büchner-Straße 7 (Karte)  |           | Teil des Ensembles Kennzeichnendes Straßen- und Platzbild Mietshausviertel um Fritz-Büchner-Straße |    |
| weitere Bilder Fotos hochladen |                         | Fritz-Büchner-Straße 8 (Karte)  |           | Teil des Ensembles Kennzeichnendes Straßen- und Platzbild Mietshausviertel um Fritz-Büchner-Straße |    |
| weitere Bilder Fotos hochladen |                         | Fritz-Büchner-Straße 9 (Karte)  |           | Teil des Ensembles Kennzeichnendes Straßen- und Platzbild Mietshausviertel um Fritz-Büchner-Straße |    |
| weitere Bilder Fotos hochladen |                         | Fritz-Büchner-Straße 10 (Karte) |           | Teil des Ensembles Kennzeichnendes Straßen- und Platzbild Mietshausviertel um Fritz-Büchner-Straße |    |
| weitere Bilder Fotos hochladen |                         | Fritz-Büchner-Straße 11 (Karte) |           | Teil des Ensembles Kennzeichnendes Straßen- und Platzbild Mietshausviertel um Fritz-Büchner-Straße |    |
| weitere Bilder Fotos hochladen |                         | Fritz-Büchner-Straße 21 (Karte) |           | Teil des Ensembles Kennzeichnendes Straßen- und Platzbild Mietshausviertel um Fritz-Büchner-Straße |    |
| weitere Bilder Fotos hochladen |                         | Fritz-Büchner-Straße 22 (Karte) |           | Teil des Ensembles Kennzeichnendes Straßen- und Platzbild Mietshausviertel um Fritz-Büchner-Straße |    |
| weitere Bilder Fotos hochladen |                         | Fritz-Büchner-Straße 23 (Karte) |           | Teil des Ensembles Kennzeichnendes Straßen- und Platzbild Mietshausviertel um Fritz-Büchner-Straße |    |
| weitere Bilder Fotos hochladen |                         | Fritz-Büchner-Straße 24 (Karte) |           | Teil des Ensembles Kennzeichnendes Straßen- und Platzbild Mietshausviertel um Fritz-Büchner-Straße |    |
| weitere Bilder Fotos hochladen |                         | Fritz-Büchner-Straße 25 (Karte) |           | Teil des Ensembles Kennzeichnendes Straßen- und Platzbild Mietshausviertel um Fritz-Büchner-Straße |    |
| weitere Bilder Fotos hochladen |                         | Fritz-Büchner-Straße 26 (Karte) |           | Teil des Ensembles Kennzeichnendes Straßen- und Platzbild Mietshausviertel um Fritz-Büchner-Straße |    |
| weitere Bilder Fotos hochladen |                         | Fritz-Büchner-Straße 27 (Karte) |           | Teil des Ensembles Kennzeichnendes Straßen- und Platzbild Mietshausviertel um Fritz-Büchner-Straße |    |
| weitere Bilder Fotos hochladen |                         | Fritz-Büchner-Straße 28 (Karte) |           | Teil des Ensembles Kennzeichnendes Straßen- und Platzbild Mietshausviertel um Fritz-Büchner-Straße |    |
| weitere Bilder Fotos hochladen |                         | Fritz-Büchner-Straße 29 (Karte) |           | Teil des Ensembles Kennzeichnendes Straßen- und Platzbild Mietshausviertel um Fritz-Büchner-Straße |    |
| weitere Bilder Fotos hochladen |                         | Fritz-Büchner-Straße 30 (Karte) |           | Teil des Ensembles Kennzeichnendes Straßen- und Platzbild Mietshausviertel um Fritz-Büchner-Straße |    |
| weitere Bilder Fotos hochladen |                         | Fritz-Büchner-Straße 31 (Karte) |           | Teil des Ensembles Kennzeichnendes Straßen- und Platzbild Mietshausviertel um Fritz-Büchner-Straße |    |
| weitere Bilder Fotos hochladen | Wohn- und Geschäftshaus | Fritz-Büchner-Straße 32 (Karte) |           | Teil des Ensembles Kennzeichnendes Straßen- und Platzbild Mietshausviertel um Fritz-Büchner-Straße |    |
| weitere Bilder Fotos hochladen |                         | Fritz-Büchner-Straße 33 (Karte) |           | Teil des Ensembles Kennzeichnendes Straßen- und Platzbild Mietshausviertel um Fritz-Büchner-Straße |    |
| weitere Bilder Fotos hochladen | Wohnhaus                | Fritz-Büchner-Straße 34 (Karte) |           | Teil des Ensembles Kennzeichnendes Straßen- und Platzbild Mietshausviertel um Fritz-Büchner-Straße |    |
| weitere Bilder Fotos hochladen | Wohnhaus                | Fritz-Büchner-Straße 35 (Karte) |           | Teil des Ensembles Kennzeichnendes Straßen- und Platzbild Mietshausviertel um Fritz-Büchner-Straße |    |

### Heckerstieg
| Bild | Bezeichnung        | Lage                  | Datierung | Beschreibung            | ID |
| ---- | ------------------ | --------------------- | --------- | ----------------------- | -- |
| BW   | Verwaltungsgebäude | Heckerstieg 3 (Karte) |           | einzelnes Kulturdenkmal |    |

### Josef-Ries-Straße
| Bild                           | Bezeichnung | Lage                          | Datierung | Beschreibung | ID |
| ------------------------------ | ----------- | ----------------------------- | --------- | --- | -- |
| weitere Bilder Fotos hochladen |             | Josef-Ries-Straße 1 (Karte)   |           | Teil des Ensembles Kennzeichnendes Straßen- und Platzbild Mietshausviertel um Fritz-Büchner-Straße                                    |    |
| weitere Bilder Fotos hochladen |             | Josef-Ries-Straße 2 (Karte)   |           | Teil des Ensembles Kennzeichnendes Straßen- und Platzbild Mietshausviertel um Fritz-Büchner-Straße                                    |    |
| weitere Bilder Fotos hochladen |             | Josef-Ries-Straße 3 (Karte)   |           | Teil des Ensembles Kennzeichnendes Straßen- und Platzbild Mietshausviertel um Fritz-Büchner-Straße                                    |    |
| weitere Bilder Fotos hochladen |             | Josef-Ries-Straße 4 (Karte)   |           | Teil des Ensembles Kennzeichnendes Straßen- und Platzbild Mietshausviertel um Fritz-Büchner-Straße                                    |    |
| weitere Bilder Fotos hochladen |             | Josef-Ries-Straße 5 (Karte)   |           | Teil des Ensembles Kennzeichnendes Straßen- und Platzbild Mietshausviertel um Fritz-Büchner-Straße                                    |    |
| weitere Bilder Fotos hochladen |             | Josef-Ries-Straße 6 (Karte)   |           | Teil des Ensembles Kennzeichnendes Straßen- und Platzbild Mietshausviertel um Fritz-Büchner-Straße                                    |    |
| weitere Bilder Fotos hochladen |             | Josef-Ries-Straße 7 (Karte)   |           | Teil des Ensembles Kennzeichnendes Straßen- und Platzbild Mietshausviertel um Fritz-Büchner-Straße                                    |    |
| weitere Bilder Fotos hochladen |             | Josef-Ries-Straße 8 (Karte)   |           | Teil des Ensembles Kennzeichnendes Straßen- und Platzbild Mietshausviertel um Fritz-Büchner-Straße                                    |    |
| weitere Bilder Fotos hochladen |             | Josef-Ries-Straße 9 (Karte)   |           | Teil des Ensembles Kennzeichnendes Straßen- und Platzbild Mietshausviertel um Fritz-Büchner-Straße                                    |    |
| weitere Bilder Fotos hochladen |             | Josef-Ries-Straße 10 (Karte)  |           | Teil des Ensembles Kennzeichnendes Straßen- und Platzbild Mietshausviertel um Fritz-Büchner-Straße                                    |    |
| weitere Bilder Fotos hochladen |             | Josef-Ries-Straße 11 (Karte)  |           | Teil des Ensembles Kennzeichnendes Straßen- und Platzbild Mietshausviertel um Fritz-Büchner-Straße                                    |    |
| weitere Bilder Fotos hochladen |             | Josef-Ries-Straße 11a (Karte) |           | Teil des Ensembles Kennzeichnendes Straßen- und Platzbild Mietshausviertel um Fritz-Büchner-Straße                                    |    |
| weitere Bilder Fotos hochladen |             | Josef-Ries-Straße 11b (Karte) |           | Teil des Ensembles Kennzeichnendes Straßen- und Platzbild Mietshausviertel um Fritz-Büchner-Straße                                    |    |
| BW                             |             | Josef-Ries-Straße 11c (Karte) |           | Teil des Ensembles Kennzeichnendes Straßen- und Platzbild Mietshausviertel um Fritz-Büchner-Straße                                    |    |
| weitere Bilder Fotos hochladen |             | Josef-Ries-Straße 12 (Karte)  |           | Teil des Ensembles Kennzeichnendes Straßen- und Platzbild Mietshausviertel um Fritz-Büchner-Straße                                    |    |
| weitere Bilder Fotos hochladen |             | Josef-Ries-Straße 12a (Karte) |           | Teil des Ensembles Kennzeichnendes Straßen- und Platzbild Mietshausviertel um Fritz-Büchner-Straße                                    |    |
| weitere Bilder Fotos hochladen |             | Josef-Ries-Straße 12b (Karte) |           | Teil des Ensembles Kennzeichnendes Straßen- und Platzbild Mietshausviertel um Fritz-Büchner-Straße                                    |    |
| weitere Bilder Fotos hochladen |             | Josef-Ries-Straße 12c (Karte) |           | Teil des Ensembles Kennzeichnendes Straßen- und Platzbild Mietshausviertel um Fritz-Büchner-Straße                                    |    |
| weitere Bilder Fotos hochladen |             | Josef-Ries-Straße 13 (Karte)  |           | Teil des Ensembles Kennzeichnendes Straßen- und Platzbild Mietshausviertel um Fritz-Büchner-Straße                                    |    |
| weitere Bilder Fotos hochladen |             | Josef-Ries-Straße 14 (Karte)  |           | Teil des Ensembles Kennzeichnendes Straßen- und Platzbild Mietshausviertel um Fritz-Büchner-Straße                                    |    |
| weitere Bilder Fotos hochladen |             | Josef-Ries-Straße 15 (Karte)  |           | Teil des Ensembles Kennzeichnendes Straßen- und Platzbild Mietshausviertel um Fritz-Büchner-Straße                                    |    |
| weitere Bilder Fotos hochladen |             | Josef-Ries-Straße 16 (Karte)  |           | 'Teil des Ensembles Kennzeichnendes Straßen- und Platzbild Mietshausviertel um Fritz-Büchner-Straße                                   |    |
| weitere Bilder Fotos hochladen |             | Josef-Ries-Straße 17 (Karte)  |           | Teil des Ensembles Kennzeichnendes Straßen- und Platzbild Mietshausviertel um Fritz-Büchner-Straße laut Denkmalliste der Stadt Erfurt |    |
| weitere Bilder Fotos hochladen |             | Josef-Ries-Straße 69 (Karte)  |           | Teil des Ensembles Kennzeichnendes Straßen- und Platzbild Mietshausviertel um Fritz-Büchner-Straße                                    |    |
| weitere Bilder Fotos hochladen |             | Josef-Ries-Straße 70 (Karte)  |           | Teil des Ensembles Kennzeichnendes Straßen- und Platzbild Mietshausviertel um Fritz-Büchner-Straße                                    |    |
| weitere Bilder Fotos hochladen |             | Josef-Ries-Straße 71 (Karte)  |           | Teil des Ensembles Kennzeichnendes Straßen- und Platzbild Mietshausviertel um Fritz-Büchner-Straße                                    |    |
| weitere Bilder Fotos hochladen |             | Josef-Ries-Straße 72 (Karte)  |           | Teil des Ensembles Kennzeichnendes Straßen- und Platzbild Mietshausviertel um Fritz-Büchner-Straße                                    |    |
| weitere Bilder Fotos hochladen |             | Josef-Ries-Straße 73 (Karte)  |           | Teil des Ensembles Kennzeichnendes Straßen- und Platzbild Mietshausviertel um Fritz-Büchner-Straße                                    |    |
| BW                             |             | Josef-Ries-Straße 74 (Karte)  |           | Teil des Ensembles Kennzeichnendes Straßen- und Platzbild Mietshausviertel um Fritz-Büchner-Straße laut Denkmalliste der Stadt Erfurt |    |
| weitere Bilder Fotos hochladen |             | Josef-Ries-Straße 78 (Karte)  |           | Teil des Ensembles Kennzeichnendes Straßen- und Platzbild Mietshausviertel um Fritz-Büchner-Straße                                    |    |
| weitere Bilder Fotos hochladen |             | Josef-Ries-Straße 79 (Karte)  |           | Teil des Ensembles Kennzeichnendes Straßen- und Platzbild Mietshausviertel um Fritz-Büchner-Straße                                    |    |
| weitere Bilder Fotos hochladen |             | Josef-Ries-Straße 80 (Karte)  |           | Teil des Ensembles Kennzeichnendes Straßen- und Platzbild Mietshausviertel um Fritz-Büchner-Straße                                    |    |
| weitere Bilder Fotos hochladen |             | Josef-Ries-Straße 81 (Karte)  |           | Teil des Ensembles Kennzeichnendes Straßen- und Platzbild Mietshausviertel um Fritz-Büchner-Straße                                    |    |
| weitere Bilder Fotos hochladen |             | Josef-Ries-Straße 82 (Karte)  |           | Teil des Ensembles Kennzeichnendes Straßen- und Platzbild Mietshausviertel um Fritz-Büchner-Straße                                    |    |
| weitere Bilder Fotos hochladen |             | Josef-Ries-Straße 83 (Karte)  |           | Teil des Ensembles Kennzeichnendes Straßen- und Platzbild Mietshausviertel um Fritz-Büchner-Straße                                    |    |
| weitere Bilder Fotos hochladen |             | Josef-Ries-Straße 84 (Karte)  |           | Teil des Ensembles Kennzeichnendes Straßen- und Platzbild Mietshausviertel um Fritz-Büchner-Straße                                    |    |

### Kurt-Beate-Straße
| Bild                           | Bezeichnung | Lage                         | Datierung | Beschreibung                                                                                       | ID |
| ------------------------------ | ----------- | ---------------------------- | --------- | -------------------------------------------------------------------------------------------------- | -- |
| weitere Bilder Fotos hochladen |             | Kurt-Beate-Straße 1 (Karte)  |           | Teil des Ensembles Kennzeichnendes Straßen- und Platzbild Mietshausviertel um Fritz-Büchner-Straße |    |
| weitere Bilder Fotos hochladen |             | Kurt-Beate-Straße 2 (Karte)  |           | Teil des Ensembles Kennzeichnendes Straßen- und Platzbild Mietshausviertel um Fritz-Büchner-Straße |    |
| weitere Bilder Fotos hochladen |             | Kurt-Beate-Straße 3 (Karte)  |           | Teil des Ensembles Kennzeichnendes Straßen- und Platzbild Mietshausviertel um Fritz-Büchner-Straße |    |
| weitere Bilder Fotos hochladen |             | Kurt-Beate-Straße 4 (Karte)  |           | Teil des Ensembles Kennzeichnendes Straßen- und Platzbild Mietshausviertel um Fritz-Büchner-Straße |    |
| weitere Bilder Fotos hochladen |             | Kurt-Beate-Straße 5 (Karte)  |           | Teil des Ensembles Kennzeichnendes Straßen- und Platzbild Mietshausviertel um Fritz-Büchner-Straße |    |
| weitere Bilder Fotos hochladen |             | Kurt-Beate-Straße 6 (Karte)  |           | Teil des Ensembles Kennzeichnendes Straßen- und Platzbild Mietshausviertel um Fritz-Büchner-Straße |    |
| BW                             |             | Kurt-Beate-Straße 7 (Karte)  |           | Teil des Ensembles Kennzeichnendes Straßen- und Platzbild Mietshausviertel um Fritz-Büchner-Straße |    |
| weitere Bilder Fotos hochladen |             | Kurt-Beate-Straße 8 (Karte)  |           | Teil des Ensembles Kennzeichnendes Straßen- und Platzbild Mietshausviertel um Fritz-Büchner-Straße |    |
| weitere Bilder Fotos hochladen |             | Kurt-Beate-Straße 9 (Karte)  |           | Teil des Ensembles Kennzeichnendes Straßen- und Platzbild Mietshausviertel um Fritz-Büchner-Straße |    |
| weitere Bilder Fotos hochladen |             | Kurt-Beate-Straße 10 (Karte) |           | Teil des Ensembles Kennzeichnendes Straßen- und Platzbild Mietshausviertel um Fritz-Büchner-Straße |    |
| weitere Bilder Fotos hochladen |             | Kurt-Beate-Straße 11 (Karte) |           | Teil des Ensembles Kennzeichnendes Straßen- und Platzbild Mietshausviertel um Fritz-Büchner-Straße |    |

### Lassallestraße
| Bild                           | Bezeichnung | Lage                      | Datierung | Beschreibung | ID |
| ------------------------------ | ----------- | ------------------------- | --------- | --- | -- |
| weitere Bilder Fotos hochladen |             | Lassallestraße 1 (Karte)  |           | Teil des Ensembles Kennzeichnendes Straßen- und Platzbild Mietshausviertel um Fritz-Büchner-Straße                          |    |
| weitere Bilder Fotos hochladen |             | Lassallestraße 2 (Karte)  |           | Teil des Ensembles Kennzeichnendes Straßen- und Platzbild Mietshausviertel um Fritz-Büchner-Straße                          |    |
| weitere Bilder Fotos hochladen |             | Lassallestraße 7 (Karte)  |           | Teil des Ensembles Kennzeichnendes Straßen- und Platzbild Mietshausviertel um Fritz-Büchner-Straße                          |    |
| weitere Bilder Fotos hochladen |             | Lassallestraße 8 (Karte)  |           | Teil des Ensembles Kennzeichnendes Straßen- und Platzbild Mietshausviertel um Fritz-Büchner-Straße                          |    |
| weitere Bilder Fotos hochladen |             | Lassallestraße 9 (Karte)  |           | Teil des Ensembles Kennzeichnendes Straßen- und Platzbild Mietshausviertel um Fritz-Büchner-Straße                          |    |
| weitere Bilder Fotos hochladen |             | Lassallestraße 10 (Karte) |           | Teil des Ensembles Kennzeichnendes Straßen- und Platzbild Mietshausviertel um Fritz-Büchner-Straße                          |    |
| weitere Bilder Fotos hochladen |             | Lassallestraße 11 (Karte) |           | Teil des Ensembles Kennzeichnendes Straßen- und Platzbild Mietshausviertel um Fritz-Büchner-Straße                          |    |
| weitere Bilder Fotos hochladen |             | Lassallestraße 12 (Karte) |           | Teil des Ensembles Kennzeichnendes Straßen- und Platzbild Mietshausviertel um Fritz-Büchner-Straße                          |    |
| weitere Bilder Fotos hochladen |             | Lassallestraße 13 (Karte) |           | Teil des Ensembles Kennzeichnendes Straßen- und Platzbild Mietshausviertel um Fritz-Büchner-Straße                          |    |
| weitere Bilder Fotos hochladen |             | Lassallestraße 14 (Karte) |           | Teil des Ensembles Kennzeichnendes Straßen- und Platzbild Mietshausviertel um Fritz-Büchner-Straße                          |    |
| weitere Bilder Fotos hochladen |             | Lassallestraße 15 (Karte) |           | Teil des Ensembles Kennzeichnendes Straßen- und Platzbild Mietshausviertel um Fritz-Büchner-Straße                          |    |
| weitere Bilder Fotos hochladen |             | Lassallestraße 16 (Karte) |           | Teil des Ensembles Kennzeichnendes Straßen- und Platzbild Mietshausviertel um Fritz-Büchner-Straße                          |    |
| weitere Bilder Fotos hochladen |             | Lassallestraße 48 (Karte) |           | Teil des Ensembles Kennzeichnendes Straßen- und Platzbild Mietshausviertel um Fritz-Büchner-Straße                          |    |
| weitere Bilder Fotos hochladen |             | Lassallestraße 49 (Karte) |           | Teil des Ensembles Kennzeichnendes Straßen- und Platzbild Mietshausviertel um Fritz-Büchner-Straße                          |    |
| weitere Bilder Fotos hochladen |             | Lassallestraße 50 (Karte) |           | Teil des Ensembles Kennzeichnendes Straßen- und Platzbild Mietshausviertel um Fritz-Büchner-Straße                          |    |
| weitere Bilder Fotos hochladen |             | Lassallestraße 51 (Karte) |           | Teil des Ensembles Kennzeichnendes Straßen- und Platzbild Mietshausviertel um Fritz-Büchner-Straße                          |    |
| weitere Bilder Fotos hochladen |             | Lassallestraße 52 (Karte) |           | Teil des Ensembles Kennzeichnendes Straßen- und Platzbild Mietshausviertel um Fritz-Büchner-Straße                          |    |
| weitere Bilder Fotos hochladen |             | Lassallestraße 53 (Karte) |           | Teil des Ensembles Kennzeichnendes Straßen- und Platzbild Mietshausviertel um Fritz-Büchner-Straße                          |    |
| weitere Bilder Fotos hochladen |             | Lassallestraße 54 (Karte) |           | Teil des Ensembles Kennzeichnendes Straßen- und Platzbild Mietshausviertel um Fritz-Büchner-Straße                          |    |
| weitere Bilder Fotos hochladen |             | Lassallestraße 55 (Karte) |           | Teil des Ensembles Kennzeichnendes Straßen- und Platzbild Mietshausviertel um Fritz-Büchner-Straße                          |    |
| weitere Bilder Fotos hochladen |             | Lassallestraße 56 (Karte) |           | Teil des Ensembles Kennzeichnendes Straßen- und Platzbild Mietshausviertel um Fritz-Büchner-Straße                          |    |
| BW                             |             | Lassallestraße 57 (Karte) |           | Teil des Ensembles Kennzeichnendes Straßen- und Platzbild Mietshausviertel um Fritz-Büchner-Straße                          |    |
| weitere Bilder Fotos hochladen | Wohnhaus    | Lassallestraße 60 (Karte) |           | einzelnes Kulturdenkmal; Teil des Ensembles Kennzeichnendes Straßen- und Platzbild Mietshausviertel um Fritz-Büchner-Straße |    |
| weitere Bilder Fotos hochladen |             | Lassallestraße 61 (Karte) |           | Teil des Ensembles Kennzeichnendes Straßen- und Platzbild Mietshausviertel um Fritz-Büchner-Straße                          |    |
| weitere Bilder Fotos hochladen |             | Lassallestraße 62 (Karte) |           | Teil des Ensembles Kennzeichnendes Straßen- und Platzbild Mietshausviertel um Fritz-Büchner-Straße                          |    |
| weitere Bilder Fotos hochladen |             | Lassallestraße 63 (Karte) |           | Teil des Ensembles Kennzeichnendes Straßen- und Platzbild Mietshausviertel um Fritz-Büchner-Straße                          |    |

### Liebknechtstraße
| Bild                           | Bezeichnung | Lage                         | Datierung | Beschreibung                                                                                       | ID |
| ------------------------------ | ----------- | ---------------------------- | --------- | -------------------------------------------------------------------------------------------------- | -- |
| weitere Bilder Fotos hochladen |             | Liebknechtstraße 35 (Karte)  |           | Teil des Ensembles Kennzeichnendes Straßen- und Platzbild Mietshausviertel um Fritz-Büchner-Straße |    |
| weitere Bilder Fotos hochladen |             | Liebknechtstraße 36 (Karte)  |           | Teil des Ensembles Kennzeichnendes Straßen- und Platzbild Mietshausviertel um Fritz-Büchner-Straße |    |
| weitere Bilder Fotos hochladen |             | Liebknechtstraße 37 (Karte)  |           | Teil des Ensembles Kennzeichnendes Straßen- und Platzbild Mietshausviertel um Fritz-Büchner-Straße |    |
| weitere Bilder Fotos hochladen |             | Liebknechtstraße 38 (Karte)  |           | Teil des Ensembles Kennzeichnendes Straßen- und Platzbild Mietshausviertel um Fritz-Büchner-Straße |    |
| weitere Bilder Fotos hochladen |             | Liebknechtstraße 39 (Karte)  |           | Teil des Ensembles Kennzeichnendes Straßen- und Platzbild Mietshausviertel um Fritz-Büchner-Straße |    |
| BW                             |             | Liebknechtstraße 40 (Karte)  |           | Teil des Ensembles Kennzeichnendes Straßen- und Platzbild Mietshausviertel um Fritz-Büchner-Straße |    |
| weitere Bilder Fotos hochladen |             | Liebknechtstraße 41 (Karte)  |           | Teil des Ensembles Kennzeichnendes Straßen- und Platzbild Mietshausviertel um Fritz-Büchner-Straße |    |
| weitere Bilder Fotos hochladen |             | Liebknechtstraße 42 (Karte)  |           | Teil des Ensembles Kennzeichnendes Straßen- und Platzbild Mietshausviertel um Fritz-Büchner-Straße |    |
| weitere Bilder Fotos hochladen |             | Liebknechtstraße 43 (Karte)  |           | Teil des Ensembles Kennzeichnendes Straßen- und Platzbild Mietshausviertel um Fritz-Büchner-Straße |    |
| weitere Bilder Fotos hochladen |             | Liebknechtstraße 44 (Karte)  |           | Teil des Ensembles Kennzeichnendes Straßen- und Platzbild Mietshausviertel um Fritz-Büchner-Straße |    |
| Fotos hochladen                |             | Liebknechtstraße 45 (Karte)  |           | Teil des Ensembles Kennzeichnendes Straßen- und Platzbild Mietshausviertel um Fritz-Büchner-Straße |    |
| Fotos hochladen                |             | Liebknechtstraße 46 (Karte)  |           | Teil des Ensembles Kennzeichnendes Straßen- und Platzbild Mietshausviertel um Fritz-Büchner-Straße |    |
| Fotos hochladen                |             | Liebknechtstraße 47 (Karte)  |           | Teil des Ensembles Kennzeichnendes Straßen- und Platzbild Mietshausviertel um Fritz-Büchner-Straße |    |
| Fotos hochladen                |             | Liebknechtstraße 48 (Karte)  |           | Teil des Ensembles Kennzeichnendes Straßen- und Platzbild Mietshausviertel um Fritz-Büchner-Straße |    |
| Fotos hochladen                |             | Liebknechtstraße 49 (Karte)  |           | Teil des Ensembles Kennzeichnendes Straßen- und Platzbild Mietshausviertel um Fritz-Büchner-Straße |    |
| weitere Bilder Fotos hochladen |             | Liebknechtstraße 50 (Karte)  |           | Teil des Ensembles Kennzeichnendes Straßen- und Platzbild Mietshausviertel um Fritz-Büchner-Straße |    |
| weitere Bilder Fotos hochladen |             | Liebknechtstraße 51 (Karte)  |           | Teil des Ensembles Kennzeichnendes Straßen- und Platzbild Mietshausviertel um Fritz-Büchner-Straße |    |
| weitere Bilder Fotos hochladen |             | Liebknechtstraße 52 (Karte)  |           | Teil des Ensembles Kennzeichnendes Straßen- und Platzbild Mietshausviertel um Fritz-Büchner-Straße |    |
| weitere Bilder Fotos hochladen |             | Liebknechtstraße 53 (Karte)  |           | Teil des Ensembles Kennzeichnendes Straßen- und Platzbild Mietshausviertel um Fritz-Büchner-Straße |    |
| weitere Bilder Fotos hochladen |             | Liebknechtstraße 54 (Karte)  |           | Teil des Ensembles Kennzeichnendes Straßen- und Platzbild Mietshausviertel um Fritz-Büchner-Straße |    |
| weitere Bilder Fotos hochladen |             | Liebknechtstraße 55 (Karte)  |           | Teil des Ensembles Kennzeichnendes Straßen- und Platzbild Mietshausviertel um Fritz-Büchner-Straße |    |
| weitere Bilder Fotos hochladen |             | Liebknechtstraße 55a (Karte) |           | Teil des Ensembles Kennzeichnendes Straßen- und Platzbild Mietshausviertel um Fritz-Büchner-Straße |    |
| weitere Bilder Fotos hochladen |             | Liebknechtstraße 56 (Karte)  |           | Teil des Ensembles Kennzeichnendes Straßen- und Platzbild Mietshausviertel um Fritz-Büchner-Straße |    |
| weitere Bilder Fotos hochladen |             | Liebknechtstraße 57 (Karte)  |           | Teil des Ensembles Kennzeichnendes Straßen- und Platzbild Mietshausviertel um Fritz-Büchner-Straße |    |
| weitere Bilder Fotos hochladen |             | Liebknechtstraße 58 (Karte)  |           | Teil des Ensembles Kennzeichnendes Straßen- und Platzbild Mietshausviertel um Fritz-Büchner-Straße |    |
| weitere Bilder Fotos hochladen |             | Liebknechtstraße 59 (Karte)  |           | Teil des Ensembles Kennzeichnendes Straßen- und Platzbild Mietshausviertel um Fritz-Büchner-Straße |    |

### Magdeburger Allee
| Bild                                    | Bezeichnung                                                | Lage                            | Datierung | Beschreibung                             | ID |
| --------------------------------------- | ---------------------------------------------------------- | ------------------------------- | --------- | ---------------------------------------- | -- |
| weitere Bilder Fotos hochladen          | Wohn- und Geschäftshaus, sogenanntes Tivoli                | Magdeburger Allee 4 (Karte)     |           | einzelnes Kulturdenkmal                  |    |
| BW                                      | Evangelisch-Freikirchliche Eben-Ezer-Kapelle               | Magdeburger Allee 10-12 (Karte) |           | einzelnes Kulturdenkmal                  |    |
| weitere Bilder Fotos hochladen          | Wohn- und Geschäftshaus                                    | Magdeburger Allee 22 (Karte)    |           | einzelnes Kulturdenkmal                  |    |
| weitere Bilder Fotos hochladen          | Verwaltungsgebäude des ehemaligen Straßenbahndepots        | Magdeburger Allee 34 (Karte)    |           | einzelnes Kulturdenkmal                  |    |
| weitere Bilder Fotos hochladen          | Bürogebäude des ehemaligen Straßenbahndepots               | Magdeburger Allee 34 (Karte)    |           | einzelnes Kulturdenkmal                  |    |
| weitere Bilder Fotos hochladen          | Maschinen- und Kesselhaus des ehemaligen Straßenbahndepots | Magdeburger Allee 34 (Karte)    |           | einzelnes Kulturdenkmal                  |    |
| weitere Bilder Fotos hochladen          | Wagenhalle des ehemaligen Straßenbahndepots                | Breitscheidstraße 2 (Karte)     |           | einzelnes Kulturdenkmal                  |    |
| weitere Bilder Fotos hochladen          | Wagenhalle des ehemaligen Straßenbahndepots                | Breitscheidstraße 2a (Karte)    |           | einzelnes Kulturdenkmal                  |    |
| Direkt Bild zu diesem Denkmal hochladen | Straßenbahntriebwagen                                      | Magdeburger Allee 34            |           | einzelnes Kulturdenkmal                  |    |
| weitere Bilder Fotos hochladen          | Pfarrhaus                                                  | Magdeburger Allee 46 (Karte)    |           | einzelnes Kulturdenkmal                  |    |
| weitere Bilder Fotos hochladen          | Lutherkirche                                               | Magdeburger Allee 48 (Karte)    |           | mit Ausstattung; einzelnes Kulturdenkmal |    |

### Schlachthofstraße
| Bild                           | Bezeichnung | Lage                         | Datierung | Beschreibung                                                                                       | ID |
| ------------------------------ | ----------- | ---------------------------- | --------- | -------------------------------------------------------------------------------------------------- | -- |
| weitere Bilder Fotos hochladen |             | Schlachthofstraße 84 (Karte) |           | Teil des Ensembles Kennzeichnendes Straßen- und Platzbild Mietshausviertel um Fritz-Büchner-Straße |    |
| weitere Bilder Fotos hochladen |             | Schlachthofstraße 85 (Karte) |           | Teil des Ensembles Kennzeichnendes Straßen- und Platzbild Mietshausviertel um Fritz-Büchner-Straße |    |
| weitere Bilder Fotos hochladen |             | Schlachthofstraße 86 (Karte) |           | Teil des Ensembles Kennzeichnendes Straßen- und Platzbild Mietshausviertel um Fritz-Büchner-Straße |    |
| weitere Bilder Fotos hochladen |             | Schlachthofstraße 87 (Karte) |           | Teil des Ensembles Kennzeichnendes Straßen- und Platzbild Mietshausviertel um Fritz-Büchner-Straße |    |

### Stauffenbergallee
| Bild                           | Bezeichnung        | Lage                         | Datierung | Beschreibung            | ID |
| ------------------------------ | ------------------ | ---------------------------- | --------- | ----------------------- | -- |
| weitere Bilder Fotos hochladen | Industriegebäude   | Stauffenbergallee 5 (Karte)  |           | einzelnes Kulturdenkmal |    |
| weitere Bilder Fotos hochladen | Wohnhaus           | Stauffenbergallee 5 (Karte)  |           | einzelnes Kulturdenkmal |    |
| weitere Bilder Fotos hochladen | Einfriedung        | Stauffenbergallee 5 (Karte)  |           | einzelnes Kulturdenkmal |    |
| weitere Bilder Fotos hochladen | Verwaltungsgebäude | Stauffenbergallee 18 (Karte) |           | einzelnes Kulturdenkmal |    |